# USS Quick (DD-490)
«Квік» («Швидкий») (англ. USS Quick (DD-490) — військовий корабель, ескадрений міноносець типу «Глівз» військово-морських сил США за часів Другої світової війни.
«Квік» був закладений 3 листопада 1941 року на верфі Federal Shipbuilding and Drydock Company у Карні, де 3 травня 1942 року корабель був спущений на воду. 3 липня 1942 року він увійшов до складу ВМС США.
За проявлену мужність та стійкість у боях бойовий корабель нагороджений чотирма бойовими зірками.

## Історія служби
16 листопада 1942 року американські есмінці «Вулсі», «Свонсон» та «Квік» потопили глибинними бомбами неподалік від Касабланки німецький підводний човен U-173 оберлейтенанта-цур-зее Ганса-Адольфа Швайхеля.
8 червня 1943 року «Квік» вийшов від східного узбережжя США у супроводженні конвою TF 65, прямуючи до Північної Африки. Прибувши в Мерс-ель-Кебір 22 червня, він перейшов до TF 85 і 5 липня відплив до Сицилії. Брав участь в операції «Хаскі». З 10 по 13 липня курсував біля Скоглітті і вздовж рівнини Камеріна, надаючи вогневу підтримку десантним військам 7-ї армії США, що висадилися на італійський острів. Потім есмінець повернувся до конвоювання в Північній Атлантиці, і діяв у складі груп ескорту до травня 1944 року та згодом на маршрутах у Середземному морі до кінця війни в Європі.
Однак війна в Тихому океані все ще тривала, і, коли війська союзників наближалися до Японських островів, їхня потреба в тральщиках зросла вдвічі, оскільки кількість жертв кораблів цих типів під час протимінних дій поблизу островів Рюкю зросла вдвічі. Швидкохідний есмінець не був більше потрібний для супроводження транспортних конвоїв в Атлантиці, і щоб допомогти заповнити потребу, що виникла, командування флотом відправило «Квік» разом з іншими есмінцями на Чарльстонську морську верф, де його модернізували у категорію есмінця-тральщика. 13 червня 1945 року він розпочав переобладнання, і 2 серпня, вже під новим номером DMS-32, відплив до західного узбережжя, прибувши до Сан-Дієго вже після капітуляції Японської імперії та припинення воєнних дій на Тихому океані.